# Bacchisa argenteifrons
Bacchisa argenteifrons är en skalbaggsart som först beskrevs av Charles Joseph Gahan 1907.  Bacchisa argenteifrons ingår i släktet Bacchisa och familjen långhorningar. Inga underarter finns listade.